# 카르다하
카르다하(Qardaha, 아랍어: القَرْدَاحَة / ALA-LC: Qardāḥah)는 시리아 북서부, 해안 도시 라타키아가 내려다보이는 시리아 해안 산맥의 산악 지대에 위치한 마을이다. 인근 지역으로는 서쪽의 Kilmakho, 남서쪽의 Bustan al-Basha, 남동쪽의 Harf al-Musaytirah, 북쪽의 Muzayraa가 있다. 시리아 중앙 통계청에 따르면, 2004년 카르다하의 인구는 8,671명이었다. 주로 알라위파 주민들로 이루어져 있으며, 1970년부터 2024년까지 시리아를 통치한 아사드 가문의 전통적인 고향이다. 2024년 12월 아사드 정권이 종식된 후 많은 아사드 충성파들이 카르다하로 피난한 것으로 여겨진다.
1970년부터 2000년까지 통치한 시리아 대통령 하페즈 알아사드는 카르다하에서 태어났다. 아사드 통치 기간 동안 정부는 카르다하, 라타키아 및 주변 지역에 막대한 투자를 쏟아부었다. 카르다하에는 많은 호화로운 빌라가 있다. 과거 마을 중심에는 하페즈 알아사드의 거대한 동상이 있었고, 바셀 알아사드와 하페즈 알아사드의 무덤이 있는 거대한 묘소도 이전에 이곳에 위치했다. 하산 알카예르도 카르다하에서 태어났다.

## 기후 및 지리
카르다하는 고온 여름 지중해성 기후(쾨펜의 기후 구분: Csa)를 가지고 있다. 카르다하는 산악 지역에 있지만, 고도는 350m에서 500m에 불과하다. 아름다운 숲이 우거진 지역에 위치하며 강수량이 많다. 7월 평균 최고 기온은 29°C이고, 1월 평균 최고 기온은 7°C이다. 연간 약 828mm의 강수량이 있으며, 1월에는 3일 동안 눈이 내린다. 카르다하의 기후와 자연 환경은 농업에 유리하며, 사과와 오렌지 농장 및 담배 농장이 있다.
| Qardaha의 기후           | Qardaha의 기후 | Qardaha의 기후 | Qardaha의 기후 | Qardaha의 기후 | Qardaha의 기후 | Qardaha의 기후 | Qardaha의 기후 | Qardaha의 기후 | Qardaha의 기후 | Qardaha의 기후 | Qardaha의 기후 | Qardaha의 기후 | Qardaha의 기후 |
| 월                       | 1월            | 2월            | 3월            | 4월            | 5월            | 6월            | 7월            | 8월            | 9월            | 10월           | 11월           | 12월           | 연간           |
| ------------------------ | -------------- | -------------- | -------------- | -------------- | -------------- | -------------- | -------------- | -------------- | -------------- | -------------- | -------------- | -------------- | -------------- |
| 일평균 최고 기온 °C (°F) | 7 (45)         | 11 (52)        | 15 (59)        | 19 (66)        | 24 (75)        | 28 (82)        | 29 (84)        | 28 (82)        | 26 (79)        | 23 (73)        | 17 (63)        | 10 (50)        | 20 (68)        |
| 일평균 최저 기온 °C (°F) | 3 (37)         | 6 (43)         | 6 (43)         | 8 (46)         | 13 (55)        | 17 (63)        | 20 (68)        | 20 (68)        | 17 (63)        | 15 (59)        | 9 (48)         | 5 (41)         | 12 (53)        |
| 평균 강수량 mm (인치)    | 182 (7.2)      | 119 (4.7)      | 63 (2.5)       | 40 (1.6)       | 29 (1.1)       | 6 (0.2)        | 4 (0.2)        | 1 (0.0)        | 37 (1.5)       | 79 (3.1)       | 90 (3.5)       | 178 (7.0)      | 828 (32.6)     |
| 평균 강우일수 (≥ 1 mm)   | 16             | 14             | 11             | 8              | 4              | 1              | 1              | 1              | 4              | 7              | 11             | 14             | 92             |
| 평균 강설일수 (≥ 1 cm)   | 3              | 1              | 0              | 0              | 0              | 0              | 0              | 0              | 0              | 0              | 0              | 1              | 5              |
| 출처:                    |                |                |                |                |                |                |                |                |                |                |                |                |                |

출처 #3 기후대 (비 오는 날과 눈 오는 날) 

## 역사
문헌에 따르면, 카르다하 주민들은 칼비야 부족 연합의 후손이며, 이 마을은 부족 연합의 주요 중심지 역할을 했다. 오스만 제국 후기인 1840년에서 1880년 사이에 당국과 해안 산맥의 알라위파 부족들 간의 긴장이 급격히 고조되었다. 1854년, 라타키아 산자크("라타키아 지구")의 오스만 총독이 당국과 카르다하에 기반을 둔 부족원들 간의 무력 충돌에서 사망했다. 이로 인해 칼비야 전사들은 더욱 대담해져 오스만 진지에 대한 더 많은 습격을 감행했고, 당국은 이에 강력히 대응했다.
당국의 관심과 복종을 피하고, 세금과 징집을 회피하려는 두려움은 카르다하 인근에 살던 많은 알라위파 펠라힌("농민")들이 정착촌을 형성하지 않기로 선택한 이유 중 하나였다. 오늘날까지 카르다하는 흩어진 시골 마을들에 둘러싸여 있다. 이 마을은 20세기 중반부터 후반까지 상당한 기독교 인구를 가지고 있었으나, 대부분의 기독교 가문들은 주요 해안 도시로 떠났다.

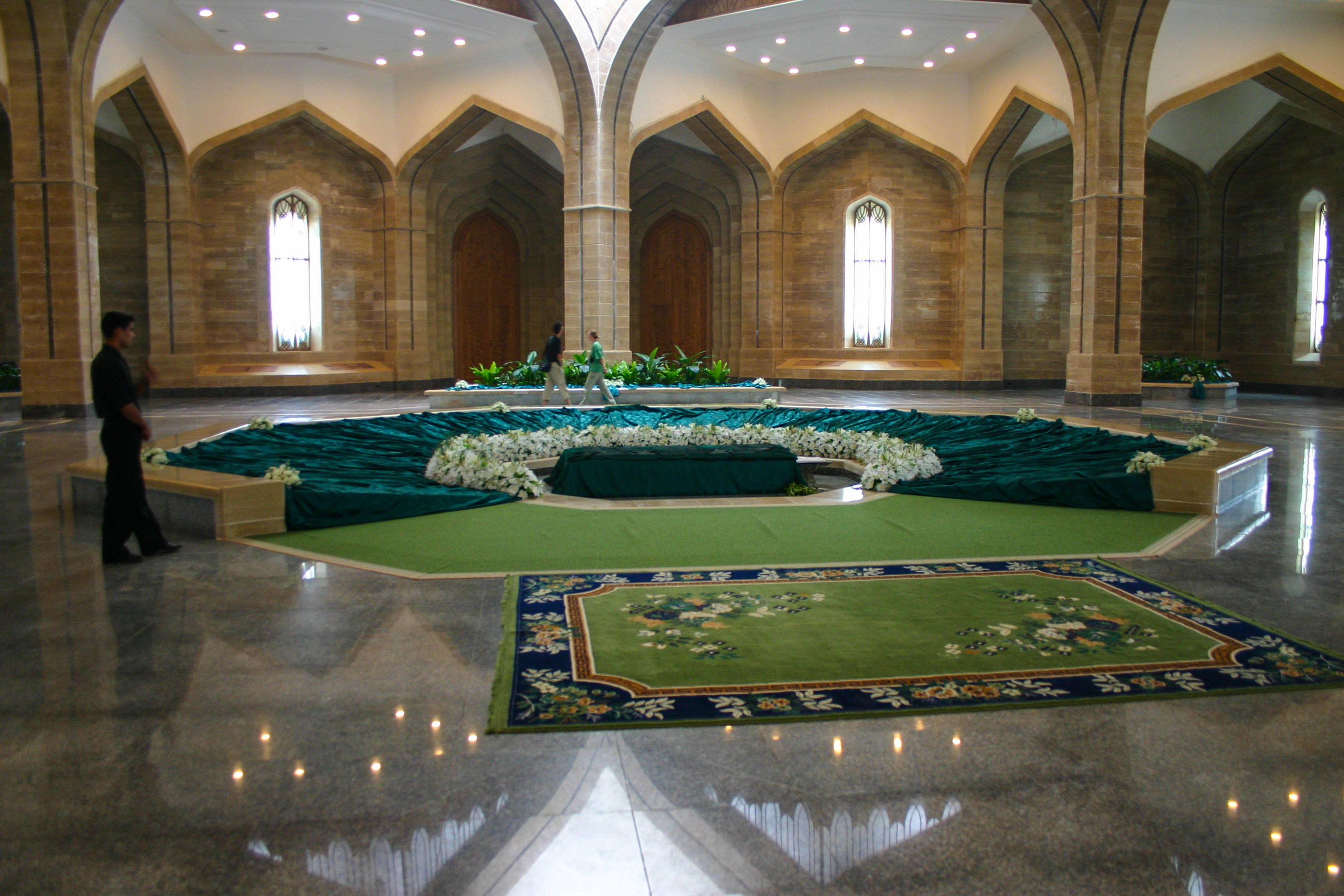
파괴되기 전 아사드 묘소 내부, 중앙에 주된 무덤이 있다

1970년, 카르다하는 al-Shaykh Badr 및 Duraykish와 함께 도시 지위를 부여받았다. 이들 세 도시는 라타키아와 타르투스 두 해안 주 전체 도시 인구의 약 6%를 차지했다. 이 세 도시는 또한 새로 형성된 구역(mantiqah)의 중심지로 지정되었다. 프랑스 인류학자 파브리스 발랑슈에 따르면, 1960년대에 집권한 바트주의 정부는 이 세 알라위파 도시, 특히 카르다하에 대해 어느 정도의 특혜를 보였다. 그는 특히 이스마일파와 기독교가 주로 거주하는 알카다무스와 마슈타 알헬루의 하위 구역(나히야)은 인구가 60,000명을 넘으면 구역이 될 예정이었으나, 카르다하, 알셰이크 바드르, 두라이키시의 모든 하위 구역은 인구가 40,000명 미만이었다는 사실을 지적했다. 도시 지위와 관련된 민간 및 행정 서비스의 개방과 담배 가공 공장 건설과 같은 국가 투자는 1970년에서 1981년 사이에 카르다하의 상당한 성장을 촉진했으며, 연평균 4.9%의 성장률을 보여 해안 지역 평균 3.8%를 상회했다.
2012년 10월 초 시리아 내전 중, 바샤르 알아사드 대통령의 사촌이자 지역 샤비하 지도자인 모하마드 알아사드는 다마스쿠스 공항에서 구금되었던 카르다하 출신의 경쟁 알라위파 카예르 가문 일원인 압델-아지즈 카예르에 대한 논의로 촉발된 마을 내 총격전에서 부상을 입었다. 2013년 4월 24일, 마을은 반군이 발사한 로켓 포격으로 공격을 받았다. 2013년 8월 초, 기습 공세에서 반군 전투원들은 카르다하에서 20km(12마일) 떨어진 아라모 마을 외곽으로 남진했다. 공격자 중 한 명은 "목표는 카르다하에 도달하여 그들이 우리에게 해를 끼치는 것처럼 그들에게 해를 끼치는 것"이라고 말했다.
2024년 12월 11일, 하페즈 알아사드와 바셀 알아사드의 무덤이 반군 전투원들에 의해 불태워졌다.